# Antispam
Antispam e. V. ist ein gemeinnütziger deutscher Verbraucherschutzverein, der sich hauptsächlich mit dem Thema Spam und dessen Vermeidung beschäftigt. Der Verein betreibt die Seite antispam-ev.de, ein Verbraucherschutzportal.

## Vereinsgeschichte
Das Portal Antispam-ev.de wurde 1999 als Nutzerinitiative gegründet. Ende 2004 wurde die Gründungsveranstaltung des Vereins in Frankfurt am Main abgehalten, und seit Januar 2006 ist der Antispam e. V. beim Amtsgericht Wipperfürth unter der Registernummer 702 eingetragen. Aktuell AG Köln VR 800702.
Im September 2011 zog der Verein mit dem Verbraucherschutzportal von der Domain antispam.de auf die Domain antispam-ev.de um. Als Grund für den Umzug wurden die Rechte an der Domain antispam.de genannt, die nicht Eigentum des Vereins Antispam e. V. sind.

## Vereinszweck
Zweck des Vereins Antispam e. V. ist die „Förderung der Verbraucherberatung und des Verbraucherschutzes auf dem Gebiet moderner Kommunikationsmittel. Er soll den Missbrauch moderner Kommunikationsmittel zum Zwecke des Betruges von Verbrauchern und zur Schädigung der Allgemeinheit in Form eines Verbraucherschutzvereins verhindern und bekämpfen.“
Verbraucher sollten beraten und unterstützt werden.
Das dem Verein angeschlossene Forum antispam-ev.de beschäftigt sich hauptsächlich mit der Bekämpfung unerwünschter Werbung per E-Mail (Spam), per SMS oder per Telefon (Unerwünschte telefonische Werbung).
Zudem werden verdächtige E-Mails auf ihre Echtheit überprüft, gefälschte Absender festgestellt und Tipps gegeben, wie man sich gegen Spam jeder Art wehren kann. Ein eigenes Unterforum beschäftigt sich mit betrügerischen Machenschaften auf Kaffeefahrten.
Alle Informationen und Hilfestellungen sind kostenlos, der Verein finanziert sich aus den Mitgliedsbeiträgen, Sponsoren aus der Softwareindustrie und Werbung.

## Medienpräsenz
Antispam-ev.de ist schon mehrfach Opfer von DDoS-Attacken geworden und erscheint deswegen immer wieder in den Medien. Zudem wird das Forum von Journalisten gerne zur Recherche genutzt und als Informationsquelle angegeben.

## Belege
1. ↑  heise.de: Aktive Spam-Gegner gründeten Verein
2. ↑  Gemeinsames Registerportal der Länder. Abgerufen am 31. März 2019.
3. ↑  Satzung des Antispam e. V.
4. ↑  Golem.de: DDoS-Attacken auf Spam- und Dialer-Gegner
5. ↑  Stern.de: Schutz gegen die Werbeflut
6. ↑  Welt.de: Wie sich Kunden gegen Datenklau schützen können
7. ↑  Spiegel TV: SMS-Abzocke: Das schnelle Geschäft mit den Kurznachrichten.